# Hockey sur gazon
 (décembre 2018).
Si vous disposez d'ouvrages ou d'articles de référence ou si vous connaissez des sites web de qualité traitant du thème abordé ici, merci de compléter l'article en donnant les références utiles à sa vérifiabilité et en les liant à la section « Notes et références ».
Le hockey sur gazon est un sport collectif de balle, mettant aux prises deux formations de onze joueurs équipés d'une crosse, appelée communément « stick ». Parmi les 11 joueurs présents sur le terrain, 10 sont des joueurs de champ, responsables de l'attaque et de la défense, et 1 est gardien de but, chargé de protéger son filet. Comme au hockey sur glace, les joueurs doivent faire progresser la balle en direction du cercle de tir de l'équipe adverse, puis l’envoyer dans le filet pour marquer un but. L'équipe qui inscrit le plus de buts à l'issue du temps réglementaire remporte la victoire.

## Histoire

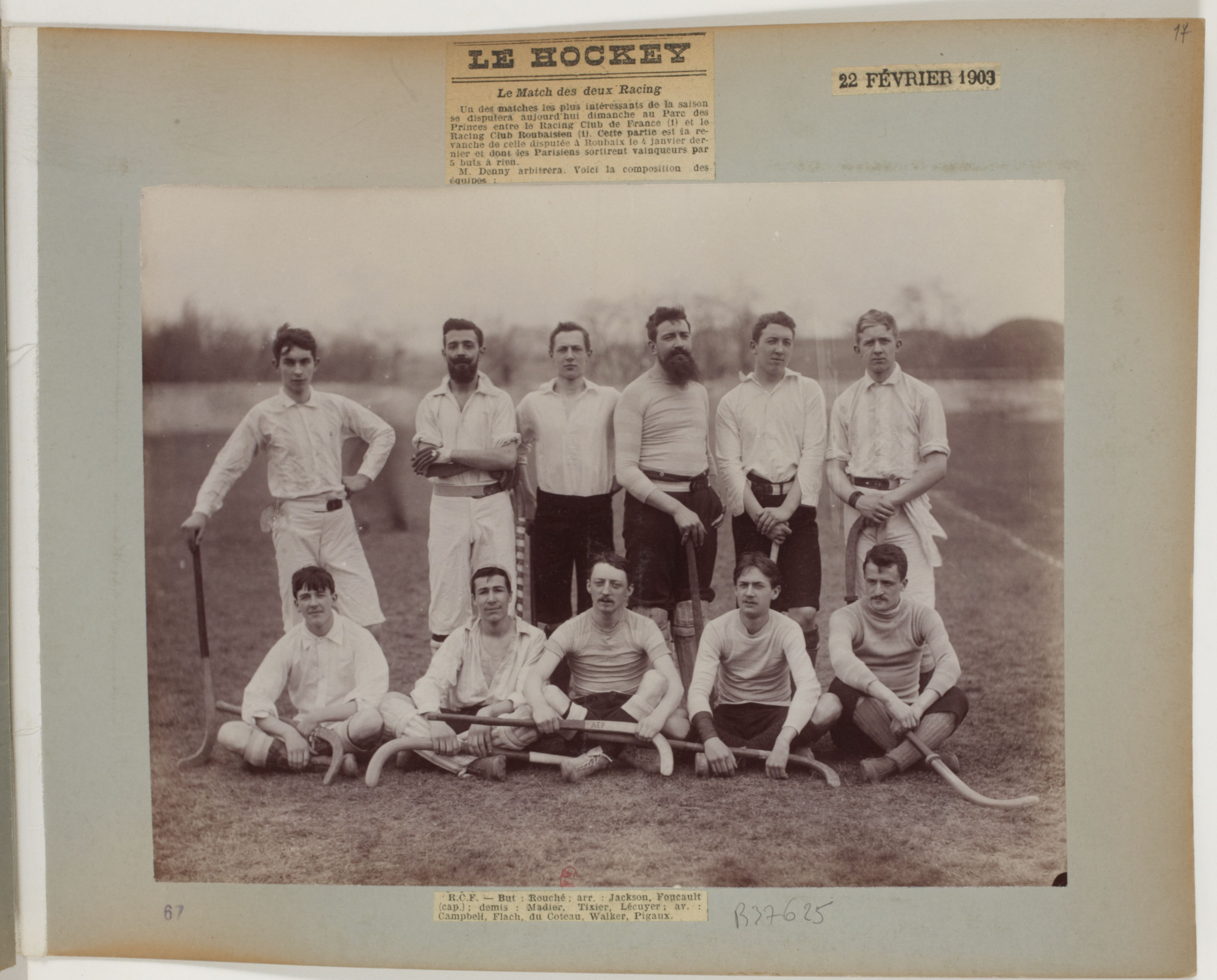
Le Hockey au R.C.F. (1903).

Le hockey sur gazon est le plus ancien jeu de balle avec crosse connu qu’on ait pu trouver parmi les premières civilisations. Aucune preuve ni aucune source d’information n’existe au sujet de l’origine réelle de ce jeu. La plus ancienne représentation de ce sport se trouve sur une fresque tombale dans la vallée du Nil et datant de 2000 ans av. J.-C. À la même époque, on retrouve également un jeu presque identique en Chine, au Moyen-Orient ainsi qu'en Amérique. On trouve également un bas relief représentant ce jeu sur le mur de Thémistocle à Athènes, datant de l'antiquité grecque.
En France, du Moyen Âge à la Révolution, la crosse (ou soule à la crosse), le hocquet ou le gouret sont très populaires. Il convient également de citer ici le shinty écossais, le hurling irlandais ainsi que le bandy gallois.

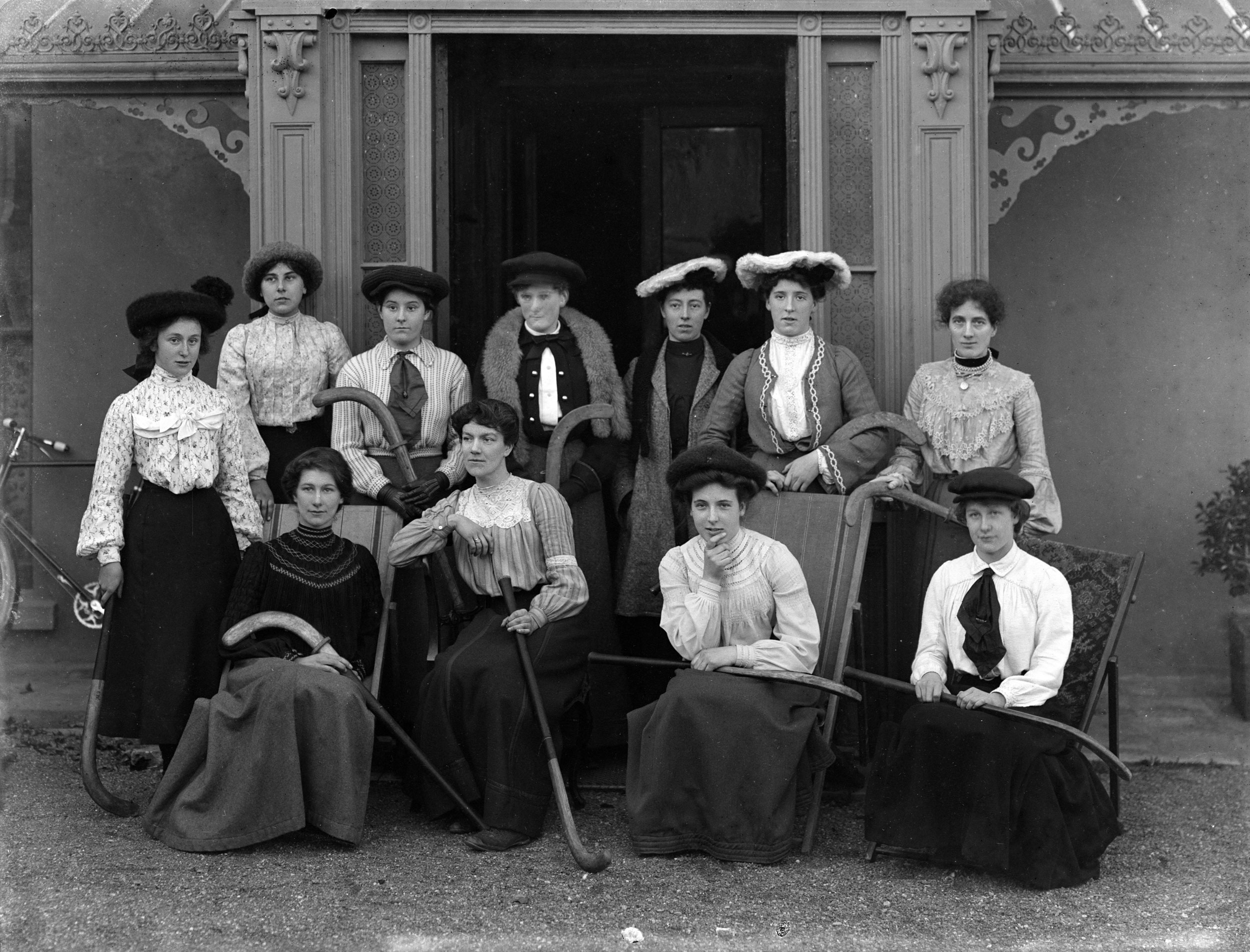
Joueuses de hockey sur gazon, Irlande, 1904.

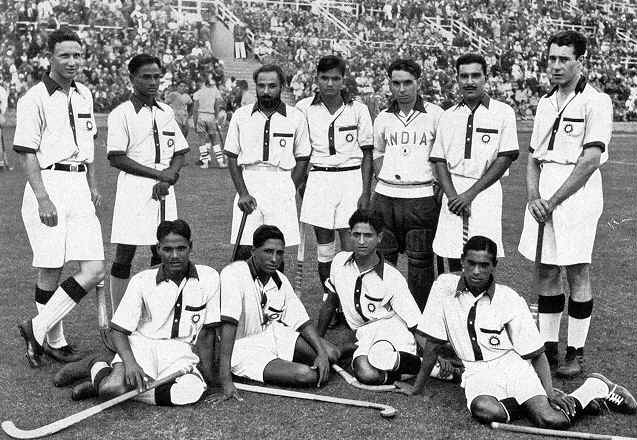
L'équipe d'Inde aux Jeux olympiques de 1936.

L'histoire moderne du hockey remonte en Angleterre à la fondation du premier club : Blackheath (1851). En 1875, un autre club londonien, Teddington, modernise et normalise enfin ce jeu par de nouvelles règles ; la balle étant devenue sphérique, elle ne peut plus être prise en mains et la crosse ne peut plus être élevée au-dessus des épaules. En 1883, le nombre de joueurs par équipe est fixé à onze. La plus importante innovation est la création de la « zone de tirs au but » adoptée par l'Association anglaise de hockey nouvellement créée.
Au cours des années suivantes, l’armée britannique développa le hockey moderne dans les colonies britanniques (Empire des Indes, et autres). En 1908, et pour la première fois, le hockey est présenté en avant-première aux JO de Londres. L'Angleterre termine première devant l’Irlande, l’Écosse, le Pays de Galles et l’Allemagne.
Le reste du monde ne reste toutefois pas inactif et un championnat de France voit le jour dès 1899. La Fédération française de hockey voit le jour en 1920.
La Fédération Internationale de Hockey (FIH) voit le jour à Paris en 1924 sous la présidence de Paul Léautey et l'impulsion de Frantz Reichel qui lui succède dès l'année suivante et reste à ce poste jusqu'à son décès en 1932.
En 1980, le hockey féminin est présenté en avant-première aux JO de Moscou.

## Principes du jeu

Terrain de hockey sur gazon

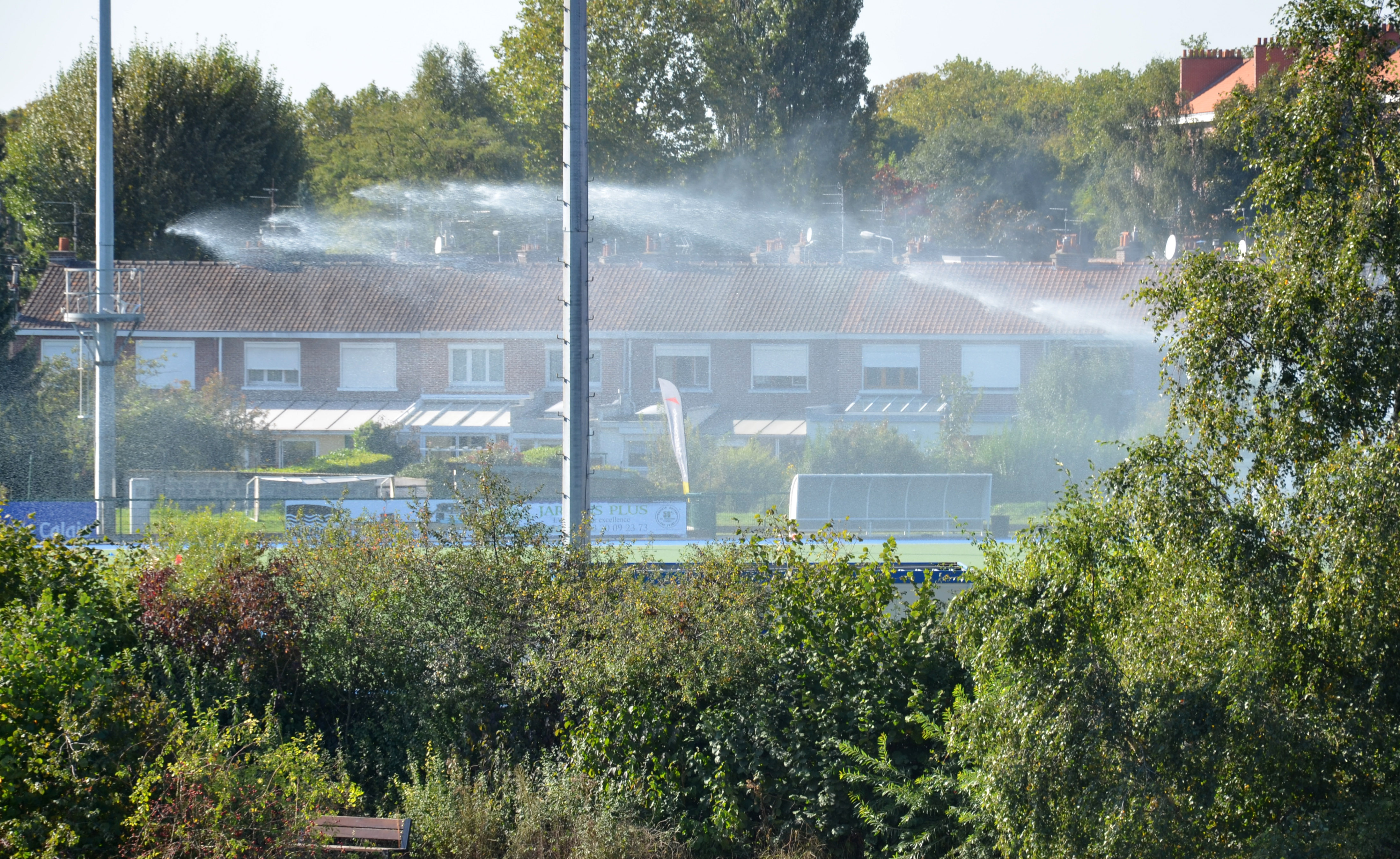
Arrosage d'une pelouse synthétique de hockey sur gazon (pour la rendre plus glissante)

### Généralités
- Le hockey sur gazon met aux prises deux équipes de onze joueurs chacune sur un terrain de 91,40 mètres de long sur 55 mètres de large[3].
- Un match de hockey est constitué de quatre quart-temps de 17,5 minutes (Euro Hockey League)[4], ou de deux mi-temps de 35 minutes.
- La balle ne peut toucher que le côté plat de la crosse.
- Les joueurs ne peuvent toucher la balle avec aucune partie du corps, excepté le gardien. Les joueurs de champ peuvent toucher la balle avec la main si ce n'est pas volontaire et que la main est placée sur la crosse.
- Un but est validé uniquement si la balle a été frappée ou déviée par un joueur adverse quelconque situé dans le cercle avant de rentrer dans le but (le cercle est un demi-cercle de 16 m tracé à partir du centre du but).
- L'équipe gagnante est celle qui a marqué le plus de buts à la fin du temps règlementaire. Si les deux équipes ont marqué le même nombre de buts, alors le match est déclaré « match nul ». Sauf si c'est un match de coupe ; en cas d'égalité les deux équipes choisissent 5 joueurs chacune qui vont procéder à une série de shoot out (un joueur part des 22 m et a 8 secondes pour marquer face au gardien).

### Équipement

#### La crosse ou stick

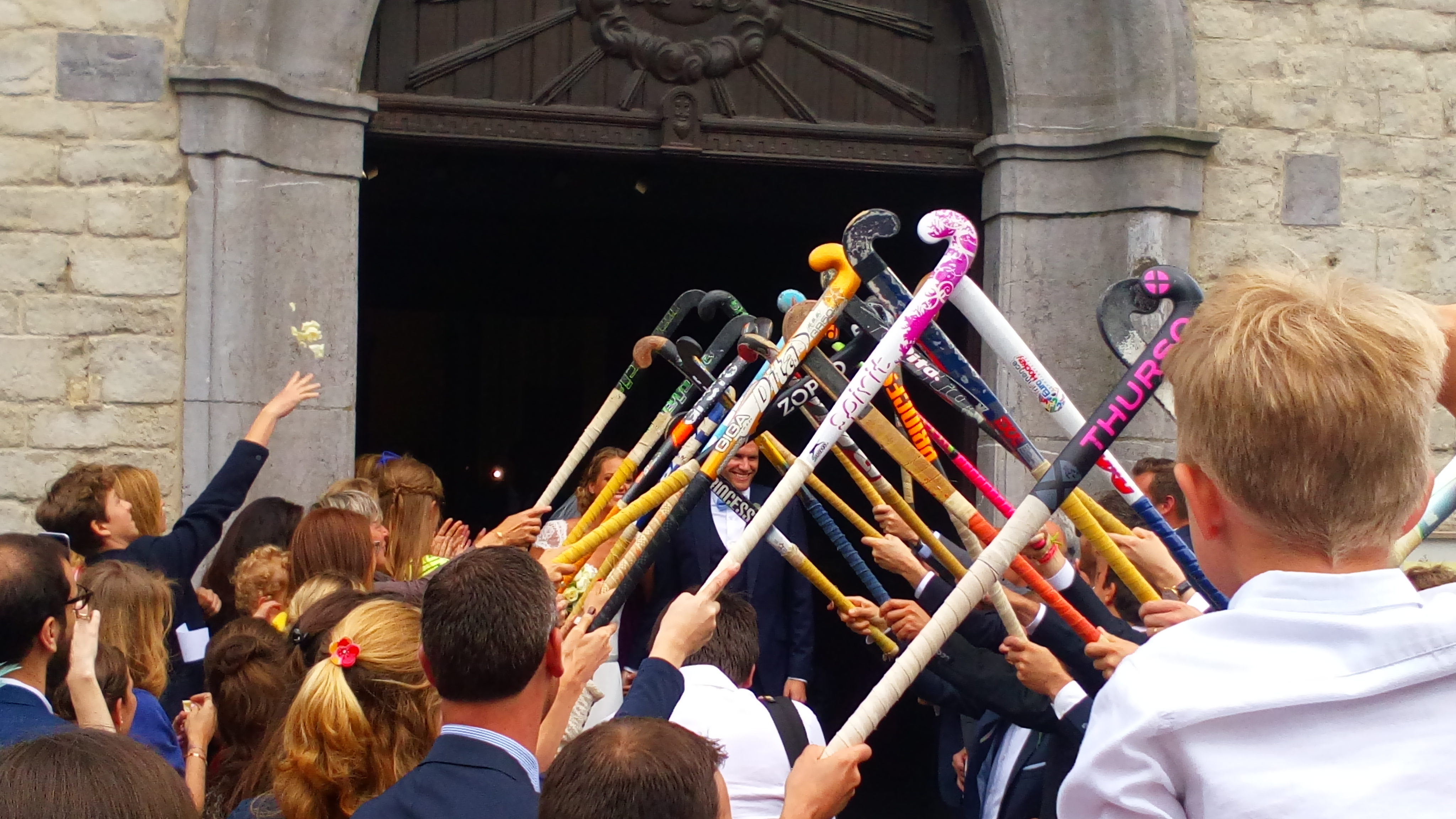
Haie d'honneur composée par des joueurs et leurs crosses de hockey à la sortie d'une messe de mariage catholique (Belgique, 2016.)

La crosse (en français européen), bâton (français nord-américain) ou stick[Où ?] est droite dans sa partie haute, équipée d'un grip, similaire à celui d'une raquette de tennis. La partie basse est courbe et possède une face bombée (la face extérieure) et une face plane (la face intérieure). Seul l'usage de cette face plane est autorisé pour frapper ou dévier la balle. La crosse est traditionnellement en bois mais de plus en plus souvent de matières composites comme le carbone ou le Kevlar sont utilisées pour sa fabrication. La crosse proprement dite doit pouvoir entrer dans un rond d'un diamètre d'intérieur de 5,10 cm.
La courbure de la crosse a aussi ses restrictions. Des courbures toujours plus importantes ont engendré ces dernières années des tirs aériens non sollicités, source potentielle d'accidents graves en cours de match.
La courbe maximale donc a été ramenée à 25,4 mm (1") et ce depuis le 1er septembre 2006.
Dans la zone euro, il n'est pas rare de voir les deux arbitres d'une rencontre procéder avant le match à un contrôle de courbure avec comme seul outil une pièce de deux euros tenue verticalement qui ne peut pas passer sous la crosse posée sur une surface plane.
Le pénalty corner, short corner ou "P.C."
Un joueur placé à 9,14 m du poteau de but doit passer la balle à un joueur de son équipe qui la bloque en dehors de la zone. Il y a souvent un bloqueur et un tireur. Il y a 4 joueurs plus le gardien de l'équipe adverse dans le but qui doivent bloquer la balle ou la dévier.

#### La balle
Une balle de hockey pèse entre 156 et 163 grammes pour les habituelles mais il existe des balles plus légère pour les jeunes. Anciennement fabriquée en cuir à l'époque où ce sport se pratiquait avec des crosses en bois sur un terrain en gazon naturel, elle est aujourd'hui faite de matériaux plastiques. Creuse à l'intérieur, la balle est la plupart du temps lisse mais de très petits cratères sont acceptés. Ces dernières sont souvent utilisées sur un terrain en gazon synthétique « mouillé » parce qu'elles ont, à l'image des balles de golf, plus de portance.

#### Équipement du gardien de but
Le gardien de but porte un maillot de couleur différente de celui des dix autres joueurs de l’équipe ainsi que celui de l’équipe adverse. Il utilise des accessoires de protection : casque, plastron, coquille, guêtres, coudières,short, sabots et gants. Certains gardiens portent une protection supplémentaire afin de protéger leur cou. Le port des coudières n'est pas non plus obligatoire. De manière générale, les gardiens ont une grande liberté dans le choix de leur équipement.
Mais la tenue du gardien de but doit obéir aux règles et aux normes de la FIH afin de ne pas augmenter de manière artificielle sa corpulence.
Le gardien peut jouer la balle avec chaque partie de son corps mais doit être vigilant à ne pas la coincer sous lui ou dans son équipement, sans quoi l'arbitre siffle un pénalty-corner. Il peut aussi se servir de sa crosse. Il peut jouer la balle seulement dans sa zone de gardien. En dehors de celle-ci il peut seulement jouer avec la crosse.

#### Équipement des autres joueurs
Similaire à celui des joueurs de football (soccer) : maillot, gant (pour la main gauche), short, chaussettes, protège-tibias,protège-dents, plus éventuellement gants de protection. Chaussures équipées de crampons en fonction de la nature du terrain. Le port du protège-dents et des protège-tibias est obligatoire. Sur les phases de pénalty-corner, certains joueurs portent un masque de protection et une coquille (pour les joueurs masculins) qu'ils sont tenus d'enlever dès que la phase est terminée.

## Équipes
Le hockey sur gazon a longtemps été dominé par les mêmes équipes : en particulier l'Inde, qui a régné sur cette discipline pendant trois décennies, remportant l'ensemble des six médailles d'or olympiques et 30 parties consécutives entre 1928 et 1956. Mais il ne faut pas oublier l'Allemagne, l'Australie, le Pakistan, les Pays-Bas et accessoirement l'Angleterre. Depuis quelques années, d'autres équipes font leur apparition et revendiquent leurs place dans l'élite internationale : l'Argentine, l'Espagne et surtout la Belgique. Les Red Lions remportent le 16 décembre 2018 la coupe du monde au Kalinga Stadium de Bhubaneswar, en Inde, en s'imposant contre les Pays-Bas. Ils gagnent également le Championnat d'Europe masculin de hockey sur gazon 2019, terminent 2e aux Jeux olympiques de Rio et ils remportent l'or aux jeux de Tokyo en 2021.
En Europe, ce sont les Pays-Bas qui ont dominé le plus récent Championnat d'Europe masculin et féminin de Hockey sur gazon 2023 à Mönchengladbach, en Allemagne.
Quant à la France, elle réussit à se qualifier pour le Champions Trophy en 1992 mais termina à la dernière place avec un total de sept défaites en sept matchs. Elle a également atteint la finale de la coupe du monde U21 contre l'Allemagne en 2013 et, en Inde, les quarts de finale de la coupe du monde 2018 remportée par la Belgique où elle s'incline face à l'Australie, ce résultat la plaçant 15e au classement mondial.

## Compétitions

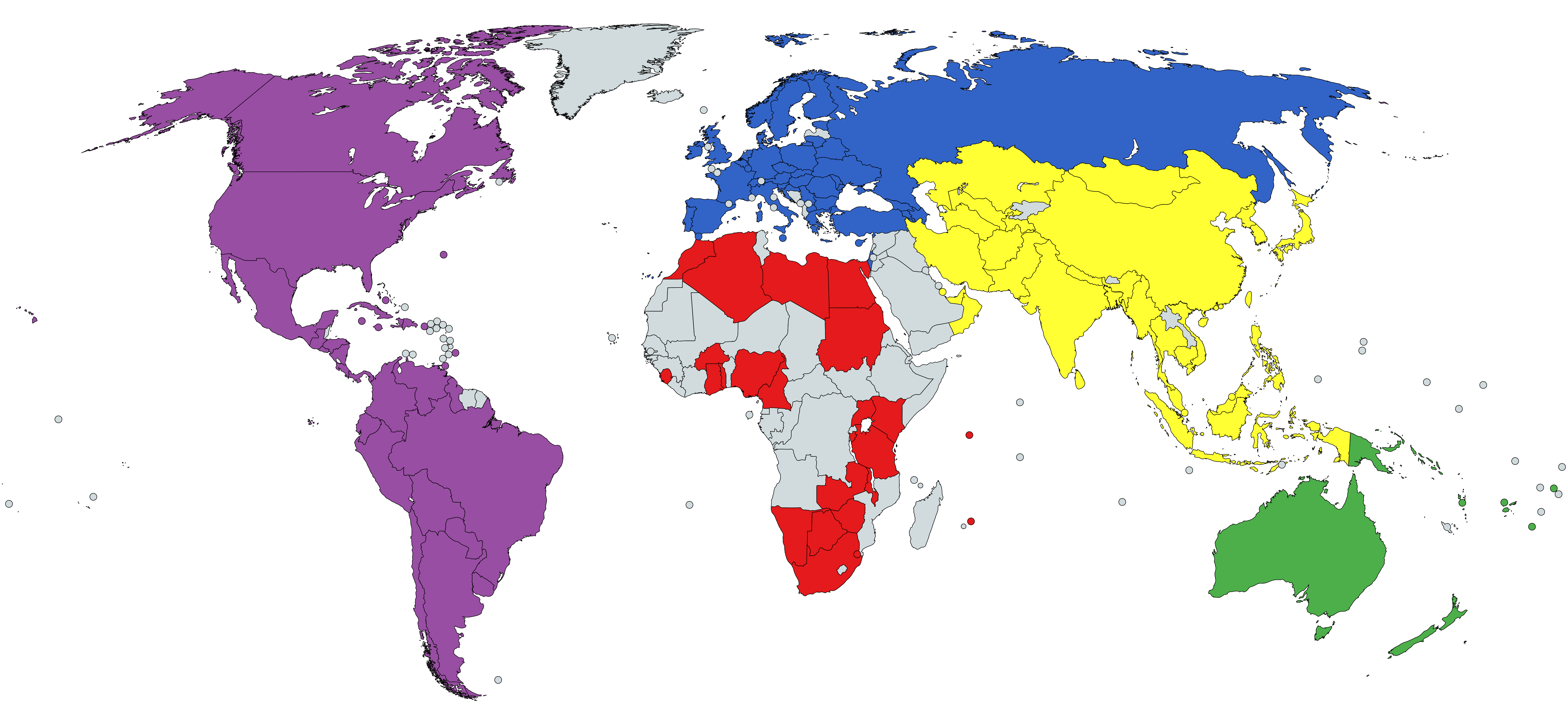
Nations membres de la fédération internationale

### Compétitions internationales
Compétitions mondiales
- Ligue mondiale de hockey sur gazon masculin[8]
- Ligue mondiale de hockey sur gazon féminin
- Coupe du monde de hockey sur gazon masculin
- Coupe du monde de hockey sur gazon féminin
- Hockey sur gazon aux Jeux olympiques
- Champions Trophy
- Champions Challenge
- Coupe Intercontinentale de hockey
- Sultan Azlan Shah Cup
- Hamburg Masters

Compétitions continentales
- Championnat d'Europe de hockey sur gazon
- Coupe d'Asie de hockey sur gazon
- Coupe d'Océanie de hockey sur gazon
- Jeux panaméricains
- Jeux africains, Coupe d'Afrique des nations de hockey sur gazon, Coupe d'Afrique des nations féminine de hockey sur gazon

Compétitions de clubs
- Euro Hockey League[9]
- EuroHockey Club Champions Cup
- EuroHockey Club Champions Trophy
- EuroHockey Club Champions Challenge
- EuroHockey Club Champions Challenge II

### Compétitions nationales
Principaux Championnats européens
- Championnat d'Allemagne de hockey sur gazon
- Championnat d'Angleterre de hockey sur gazon
- Championnat de Belgique de hockey sur gazon
- Championnat d'Espagne de hockey sur gazon
- Championnat de France de hockey sur gazon
- Championnat des Pays-Bas de hockey sur gazon
- Championnat de Pologne de hockey sur gazon (pl)

## Hockey en salle
Le hockey en salle s'est développé dans les années 1950 pour permettre une pratique hivernale du hockey sur gazon dans les pays européens.
Le jeu oppose deux équipes de cinq joueurs (plus le gardien) (jusqu'en 2013 il y en avait six) sur un terrain de handball (dimensions de 40 mètres par 20 mètres) avec utilisation des buts de handball (dimensions de 3 mètres par 2 mètres) et 4 quart temps de 10 minutes chacun.
Le terrain de hockey en salle est délimité par des bandes de renvoi (20 poutres en bois de 4 mètres de longueur, de 10 à 15 cm de largeur et de 15 cm de hauteur) disposées sur les lignes de touche pour empêcher la balle de sortir.
Les règles du hockey en salle sont les mêmes que celles du hockey sur gazon. Pourtant, quelques modifications ont été apportées (essentiellement pour assurer la sécurité des joueurs et améliorer la vitesse du jeu) :
- il est interdit de frapper la balle (seul le « push » — balle poussée — est autorisé),
- il est interdit de lever la balle sauf pour un envoi au but,
- la présence des bandes de renvoi sur les lignes de touche accélère la vitesse du jeu,
- il y a des longs corners et des pénaltys-corners (PC) au hockey en salle.
- il ne faut pas toucher la balle avec une autre partie que la crosse.
- il ne faut pas qu'il y ait plus de trois appuis sur le sol.
- on ne peut pas tirer en direction d'un joueur adverse qui a sa crosse à terre à moins de 3 mètres ("drilling").